# Élection présidentielle en Tchéquie
En Tchéquie, l’élection présidentielle (en tchèque : Volba prezidenta) est le processus électoral qui permet la désignation du président de la République pour un mandat de cinq ans.
Organisée depuis l'indépendance en 1993, elle se tient initialement au suffrage indirect, avant de passer au suffrage universel direct en 2013.